# Bisbat de Port-Louis
El bisbat de Port-Louis (francès: diocèse de Port-Louis, llatí: Dioecesis Portus Ludovici) és una seu de l'Església Catòlica a Maurici, que ocupa tot l'estat de Maurici, a l'oceà Índic. Està immediatament subjecta a la Santa Seu. El 2013 tenia 312.917 batejats sobre una població d'1.253.000 habitants. Actualment està regida pel bisbe cardenal Maurice Piat, C.S.Sp.

## Territori
La diòcesi comprèn tota l'illa de Maurici, així com les illes d'Agalega i Saint Brandon.
La seu episcopal és la ciutat de Port Louis, on es troba la catedral de Sant Lluís.
El territori s'estén sobre 1.862  km², i està dividit en 39 parròquies.

## Història
El vicariat apostòlic de Maurici va ser erigit el 1819 mitjançant els breus de l'11 de març i del 4 d'abril, prenent el territori del vicariat apostòlic del Cap de Bona Esperança i territoris adjacents (avui bisbat de Port Elizabeth). Originàriament el vicariat de Maurici comprenia, a més de Maurici, tota Sud-àfrica, l'illa de Santa Helena, les Seychelles, Madagascar i tota Austràlia.
El 1829 cedí Madagascar al vicariat apostòlic de Bourbon (avui bisbat de Saint-Denis de La Réunion).
El 1834 cedí una porció del seu territori per tal que s'erigís el vicariat apostòlic de Nova Holanda i de Terra de Van Diemen (avui arquebisbat de Sydney).
El 6 de juny de 1837 cedí una nova porció del seu territori per tal que s'erigís el vicariat apostòlic del Cap de Bona Esperança (avui bisbat de Port Elizabeth).
El 7 de desembre de 1847 el vicariat apostòlic va ser elevat a diòcesi
El 1852 cedí una nova porció de territori per tal que s'erigís la prefectura apostòlica de les Seychelles (avui bisbat de Port Victoria).
Si bé la població catòlica era francòfona, les autoritats colonials britàniques van fer nomenar vicaris apostòlics o bisbes missioners irlandesos anglòfons. Aquesta situació cessà amb la independència de l'illa el 1968.
El 31 d'octubre de 2002 cedí una nova porció del seu territori per tal que s'erigís el vicariat apostòlic de Rodrigues.
La població catòlica de l'illa està constituïda per criolls (descendents d'africans i mestissos), de franco-mauricians (descendents d'europeus); i de comunitats xineses i indo-mauricians conversos.

## Cronologia episcopal
- Edward Bede Slater, O.S.B. † (28 de juny de 1819 - 15 de juliol de 1832 mort)
- William Placid Morris, O.S.B. † (1833 - gener de 1840 renuncià)
- William Bernard Allen Collier, O.S.B. † (14 de febrer de 1840 - 6 de setembre de 1863 renuncià)
- Michael Adrian Hankinson, O.S.B. † (15 de setembre de 1863 - 21 de setembre de 1870 mort)
- William Benedict Scarisbrick, O.S.B. † (22 de desembre de 1871 - 17 de setembre de 1887 renuncià)
- Johann Gabriel Léon Louis Meurin, S.J. † (27 de setembre de 1887 - 1 de juny de 1895 mort)
- Peter Augustine O'Neill, O.S.B. † (22 de maig de 1896 - 26 de novembre de 1909 renuncià)
- James Romanus Bilsborrow, O.S.B. † (13 de setembre de 1910 - 7 de febrer de 1916 nomenat arquebisbe de Cardiff)
- Giovanni Battista Murphy, C.S.Sp. † (8 de juliol de 1916 - 16 d'abril de 1926 mort)
- Jacques Leen, C.S.Sp. † (16 d'abril de 1926 - 19 de desembre de 1949 mort)
- Daniel Liston, C.S.Sp. † (19 de desembre de 1949 - 23 d'abril de 1968 renuncià)
- Jean Margéot † (6 de febrer de 1969 - 15 de febrer de 1993 jubilat)
- Maurice Piat, C.S.Sp., des del 15 de febrer de 1993

## Estadístiques
A finals del 2013, la diòcesi tenia 312.917 batejats sobre una població de 1.253.000 persones, equivalent al 25,0% del total.
| any  | població | població  | població | sacerdots | sacerdots       | sacerdots       | sacerdots             | diaques | religiosos | religiosos | parròquies |
| ---- | -------- | --------- | -------- | --------- | --------------- | --------------- | --------------------- | ------- | ---------- | ---------- | ---------- |
| any  | batejats | total     | %        | total     | clergat secular | clergat regular | batejats por sacerdot | diaques | homes      | dones      |            |
| 1950 | 141.941  | 419.185   | 33,9     | 61        | 27              | 34              | 2.326                 |         | 29         | 310        | 37         |
| 1970 | 269.000  | 812.348   | 33,1     | 110       | 78              | 32              | 2.445                 |         | 53         | 301        | 42         |
| 1980 | 340.000  | 970.000   | 35,1     | 96        | 55              | 41              | 3.541                 |         | 101        | 316        | 45         |
| 1990 | 294.903  | 1.085.570 | 27,2     | 87        | 55              | 32              | 3.389                 |         | 61         | 271        | 44         |
| 1999 | 310.000  | 1.276.000 | 24,3     | 87        | 59              | 28              | 3.563                 |         | 64         | 261        | 49         |
| 2000 | 287.853  | 1.242.000 | 23,2     | 88        | 60              | 28              | 3.271                 |         | 64         | 261        | 49         |
| 2001 | 287.726  | 1.180.915 | 24,4     | 95        | 59              | 36              | 3.028                 |         | 66         | 246        | 52         |
| 2002 | 245.639  | 1.143.069 | 21,5     | 100       | 58              | 42              | 2.456                 |         | 67         | 234        | 49         |
| 2003 | 278.251  | 1.143.069 | 24,3     | 104       | 59              | 45              | 2.675                 |         | 74         | 250        | 46         |
| 2004 | 278.251  | 1.143.069 | 24,3     | 97        | 57              | 40              | 2.868                 |         | 74         | 234        | 46         |
| 2007 | 278.251  | 1.143.069 | 24,3     | 89        | 47              | 42              | 3.126                 | 1       | 77         | 218        | 41         |
| 2013 | 312.917  | 1.253.000 | 25,0     | 87        | 43              | 44              | 3.596                 |         | 72         | 187        | 39         |